# Lista do patrimônio histórico em Manaus
A lista de patrimônio histórico em Manaus reúne itens do patrimônio histórico da cidade brasileira de Manaus (Amazonas), que foram tombados em nível municipal pleo "Instituto Municipal de Planejamento Urbano" (IMPLURB); em nível estadual realizados pela "Assembleia Legislativa do Amazonas" (ALEAM);; ou "Conselho Estadual de Defesa do Patrimônio Histórico e Artístico do Amazonas" (CEDPHA); ou "Conselho de Patrimônio Histórico e Artístico do Amazonas" (COPHAM) (conselho formado por: Empresa Estadual de Turismo; as universidades estadual e federal do Amazonas; Departamento de Patrimônio Histórico e Artístico/Secretaria de Cultura e Economia Criativa; Comissão de Promoção social e Cultural/Assembleia Legislativa do Amazonas; Conselho Regional de Engenharia e Agronomia; Instituto de Arquitetos do Brasil; Instituto Geográfico e Histórico do Amazonas; Instituto do Patrimônio Histórico e Artístico Nacional, e; Conselho Estadual de Cultura-CONEC) e, em nível federal realizados pelo IPHAN, no contexto de preservação do patrimônio histórico-cultural brasileiro.
| Imagem | Bem                                                      | Fundação | Tipo                                                       | Arquitetura                                      | Coordenadas                 | Tombamento                                                              | Data Tombamento | Referência |
| ------ | -------------------------------------------------------- | -------- | ---------------------------------------------------------- | ------------------------------------------------ | --------------------------- | ----------------------------------------------------------------------- | --------------- | ---------- |
|        | Porto de Manaus                                          |          | porto fluvial património histórico                         |                                                  | 3° 08′ 35″ S, 60° 01′ 01″ O | bem tombado pelo IPHAN bem tombado pelo COMPPAC                         |                 |            |
|        | Centro Histórico de Manaus                               |          | conjunto urbano                                            |                                                  | 3° 08′ 06″ S, 60° 01′ 41″ O | bem tombado pelo IPHAN                                                  |                 |            |
|        | Teatro Amazonas                                          |          | teatro de ópera património histórico                       | arquitetura do Renascimento arquitetura eclética | 3° 07′ 49″ S, 60° 01′ 24″ O | bem tombado pelo IPHAN bem tombado pelo COMPPAC                         |                 |            |
|        | Mercado Municipal Adolpho Lisboa                         |          | mercado património histórico                               |                                                  | 3° 08′ 24″ S, 60° 01′ 25″ O | bem tombado pelo IPHAN bem tombado pelo COMPPAC                         |                 |            |
|        | Academia Amazonense de Letras                            |          | academia de letras edifício património cultural            |                                                  | 3° 07′ 40″ S, 60° 01′ 22″ O | bem tombado pelo CEDPHA bem tombado pelo COMPPAC                        |                 |            |
|        | Igreja de São Sebastião                                  |          | igreja património histórico                                | ecletismo Neoclassicalism neogótico              | 3° 07′ 47″ S, 60° 01′ 22″ O | bem tombado pelo CEDPHA bem tombado pelo COMPPAC                        |                 |            |
|        | Museu do Porto                                           |          | museu                                                      |                                                  | 3° 08′ 07″ S, 60° 01′ 40″ O | bem tombado pelo IPHAN                                                  |                 |            |
|        | Palácio Rio Negro (Manaus)                               |          | palácio património histórico                               | arquitetura eclética                             | 3° 08′ 06″ S, 60° 01′ 01″ O | bem tombado pelo CEDPHA bem tombado pelo COMPPAC                        |                 |            |
|        | Palácio da Justiça do Amazonas                           |          | tribunal património histórico                              | arquitetura clássica                             | 3° 07′ 49″ S, 60° 01′ 28″ O | bem tombado pelo CEDPHA bem tombado pelo COMPPAC                        |                 |            |
|        | Ponte Pênsil Benjamin Constant                           |          | ponte pênsil património histórico                          |                                                  | 3° 08′ 05″ S, 60° 00′ 37″ O | bem tombado pelo CEDPHA                                                 |                 |            |
|        | Teatro Chaminé                                           |          | teatro património histórico                                |                                                  | 3° 08′ 19″ S, 60° 01′ 02″ O | bem tombado pelo CEDPHA                                                 |                 |            |
|        | Biblioteca Pública Estadual do Amazonas                  |          | biblioteca pública património histórico                    |                                                  | 3° 08′ 04″ S, 60° 01′ 24″ O | bem tombado pelo CEDPHA bem tombado pelo COMPPAC                        |                 |            |
|        | Capela do Pobre Diabo                                    |          | igreja património histórico                                |                                                  | 3° 07′ 52″ S, 60° 00′ 17″ O | bem tombado pelo CEDPHA                                                 |                 |            |
|        | Catedral Metropolitana de Manaus                         |          | igreja património histórico                                | arquitetura neoclássica                          | 3° 08′ 07″ S, 60° 01′ 32″ O | bem tombado pelo CEDPHA                                                 |                 |            |
|        | Reservatório do Mocó                                     |          | castelo d'água património histórico                        | renascimento                                     | 3° 06′ 48″ S, 60° 01′ 00″ O | bem tombado pelo IPHAN bem tombado pelo COMPPAC                         |                 |            |
|        | Cadeia Pública Raimundo Vidal Pessoa                     |          | prisão património histórico                                |                                                  | 3° 08′ 08″ S, 60° 00′ 41″ O | bem tombado pelo CEDPHA                                                 |                 |            |
|        | Faculdade de Direito da Universidade Federal do Amazonas |          | escola jurídica património histórico                       |                                                  | 3° 08′ 21″ S, 60° 01′ 20″ O | bem tombado pelo CEDPHA                                                 |                 |            |
|        | Relógio Municipal de Manaus                              |          | torre do relógio património histórico                      | arquitetura neoclássica                          | 3° 08′ 10″ S, 60° 01′ 30″ O | bem tombado pelo IPHAN bem tombado pelo CEDPHA bem tombado pelo COMPPAC |                 |            |
|        | Igreja Nossa Senhora dos Remédios                        |          | igreja património histórico                                |                                                  | 3° 08′ 21″ S, 60° 01′ 19″ O | bem tombado pelo CEDPHA                                                 |                 |            |
|        | Palácio Rio Branco                                       |          | palácio centro cultural                                    | arquitetura eclética                             | 3° 08′ 05″ S, 60° 01′ 42″ O | bem tombado pelo IPHAN                                                  |                 |            |
|        | Colégio Amazonense Dom Pedro II                          |          | edifício escolar património histórico                      |                                                  | 3° 08′ 04″ S, 60° 01′ 25″ O | bem tombado pelo CEDPHA bem tombado pelo COMPPAC                        |                 |            |
|        | Museu Casa Eduardo Ribeiro                               |          | museu histórico museu biográfico                           |                                                  | 3° 07′ 51″ S, 60° 01′ 25″ O | bem tombado pelo IPHAN                                                  |                 |            |
|        | Museu Teatro Amazonas                                    |          | museu                                                      |                                                  | 3° 07′ 49″ S, 60° 01′ 24″ O | bem tombado pelo IPHAN                                                  |                 |            |
|        | Agência Central dos Correios e Telégrafos de Manaus      |          | edifício património histórico                              |                                                  | 3° 08′ 11″ S, 60° 01′ 29″ O | bem tombado pelo CEDPHA bem tombado pelo COMPPAC bem tombado pelo IPHAN |                 |            |
|        | Agência do Banco Itaú                                    |          | edifício património histórico                              |                                                  | 3° 08′ 13″ S, 60° 01′ 28″ O | bem tombado pelo CEDPHA bem tombado pelo COMPPAC                        |                 |            |
|        | Cemitério São João Batista                               |          | cemitério património histórico                             |                                                  | 3° 06′ 52″ S, 60° 01′ 08″ O | bem tombado pelo CEDPHA                                                 |                 |            |
|        | Edifício do Comando da Polícia Militar do Amazonas       |          | edifício património histórico                              |                                                  | 3° 08′ 08″ S, 60° 01′ 16″ O | bem tombado pelo CEDPHA                                                 |                 |            |
|        | Estação da Castelhana                                    |          | reservatório edifício património histórico                 |                                                  | 3° 06′ 59″ S, 60° 01′ 35″ O | bem tombado pelo CEDPHA                                                 |                 |            |
|        | Grupo de Estudos Barão de Rio Branco                     |          | património histórico                                       |                                                  | 3° 07′ 53″ S, 60° 01′ 09″ O | bem tombado pelo CEDPHA                                                 |                 |            |
|        | Grupo de Estudos Euclides da Cunha                       |          | património histórico                                       |                                                  | 3° 07′ 53″ S, 60° 00′ 24″ O | bem tombado pelo CEDPHA                                                 |                 |            |
|        | Grupo de Estudos José Paranaguá                          |          | património histórico escola fechada permanentemente        |                                                  | 3° 08′ 15″ S, 60° 01′ 05″ O | bem tombado pelo CEDPHA                                                 |                 |            |
|        | Grupo de Estudos Nilo Peçanha                            |          | património histórico                                       |                                                  | 3° 08′ 18″ S, 60° 01′ 14″ O | bem tombado pelo CEDPHA                                                 |                 |            |
|        | Grupo de Estudos Ribeiro da Cunha                        |          | património histórico                                       |                                                  | 3° 07′ 25″ S, 60° 01′ 25″ O | bem tombado pelo CEDPHA                                                 |                 |            |
|        | Grupo de Estudos Saldanha Marinho                        |          | património histórico                                       |                                                  | 3° 07′ 58″ S, 60° 01′ 19″ O | bem tombado pelo CEDPHA                                                 |                 |            |
|        | Instituto Benjamin Constant                              |          | instituto património histórico                             |                                                  | 3° 07′ 39″ S, 60° 01′ 24″ O | bem tombado pelo CEDPHA bem tombado pelo COMPPAC                        |                 |            |
|        | Instituto Geográfico e Histórico do Amazonas             |          | instituto sociedade histórica património histórico arquivo |                                                  | 3° 08′ 01″ S, 60° 01′ 45″ O | bem tombado pelo CEDPHA                                                 |                 |            |
|        | Edifício do Instituto de Ensinos Superiores da Amazônia  |          | edifício património histórico                              |                                                  | 3° 08′ 02″ S, 60° 01′ 35″ O | bem tombado pelo CEDPHA                                                 |                 |            |
|        | Pavilhão J da antiga Colônia Antônio Aleixo              |          | conjunto de edifícios património histórico                 |                                                  | 3° 05′ 06″ S, 59° 53′ 57″ O | bem tombado pelo CEDPHA                                                 |                 |            |
|        | Edifício do Tribunal de Contas da União em Manaus        |          | edifício património histórico                              |                                                  | 3° 07′ 54″ S, 60° 01′ 10″ O | bem tombado pelo CEDPHA                                                 |                 |            |
|        | Conjunto arquitetônico Porto de Manaus                   |          | conjunto de edifícios                                      |                                                  | 3° 08′ 16″ S, 60° 01′ 34″ O | bem tombado pelo IPHAN                                                  |                 |            |
|        | Estação de Tratamento de Esgoto (Chaminé)                |          | edifício património histórico                              |                                                  | 3° 08′ 29″ S, 60° 00′ 59″ O | bem tombado pelo CEDPHA                                                 |                 |            |
|        | Quilombo Barranco                                        |          | quilombo                                                   |                                                  | 3° 04′ 29″ S, 59° 46′ 32″ O | bem tombado pela Fundação Cultural Palmares bem tombado pela ALeAM      |                 |            |
|        | Praça Dom Pedro II (Manaus)                              |          | praça                                                      |                                                  | 3° 08′ 04″ S, 60° 01′ 49″ O | bem tombado pelo IPHAN                                                  |                 |            |

∑ 43 items.